# 王凯 (歌剧演员)
王凯（1982年8月18日—），湖北武汉人，中国男高音美声歌手，国家大剧院歌剧演员，中国共产党党员（2011年入党）。曾获第41届意大利贝利尼国际声乐大赛金奖。2018年以男高音演唱成员身份参加湖南卫视综艺节目《声入人心》第一季，并成为“年度首席成员”。代表作品有歌曲《拼搏》，歌剧《方志敏》、《孔子》等。